# 哈羅米芝士
哈羅米芝士（希臘語：χαλλούμι)）源自塞浦路斯，在希臘及中東一帶亦有生產。哈羅米芝士被製成塊狀，传统上由山羊奶和绵羊奶混合制成，浸在乳清鹽水中，沒有外殼，味道像牛奶。